# Segmento F
O segmento F é uma categoria de classificação dos automóveis, estando acima do segmento E dos executivos. É a 6ª categoria e maior dos segmentos europeus para automóveis de passeio, sendo a de luxo.
É equivalente à categoria de full-size luxury sedan nos Estados Unidos, luxury saloon no Reino Unido e de Oberklasse na Alemanha.
No Brasil, automóveis modernos do segmento D, E e F são classificados como de porte grande. Os automóveis antigos do segmento F, como o Galaxie, também são classificados como grandes. As picapes do segmento E e F são classificadas no Brasil como de porte grande. 

## Exemplos

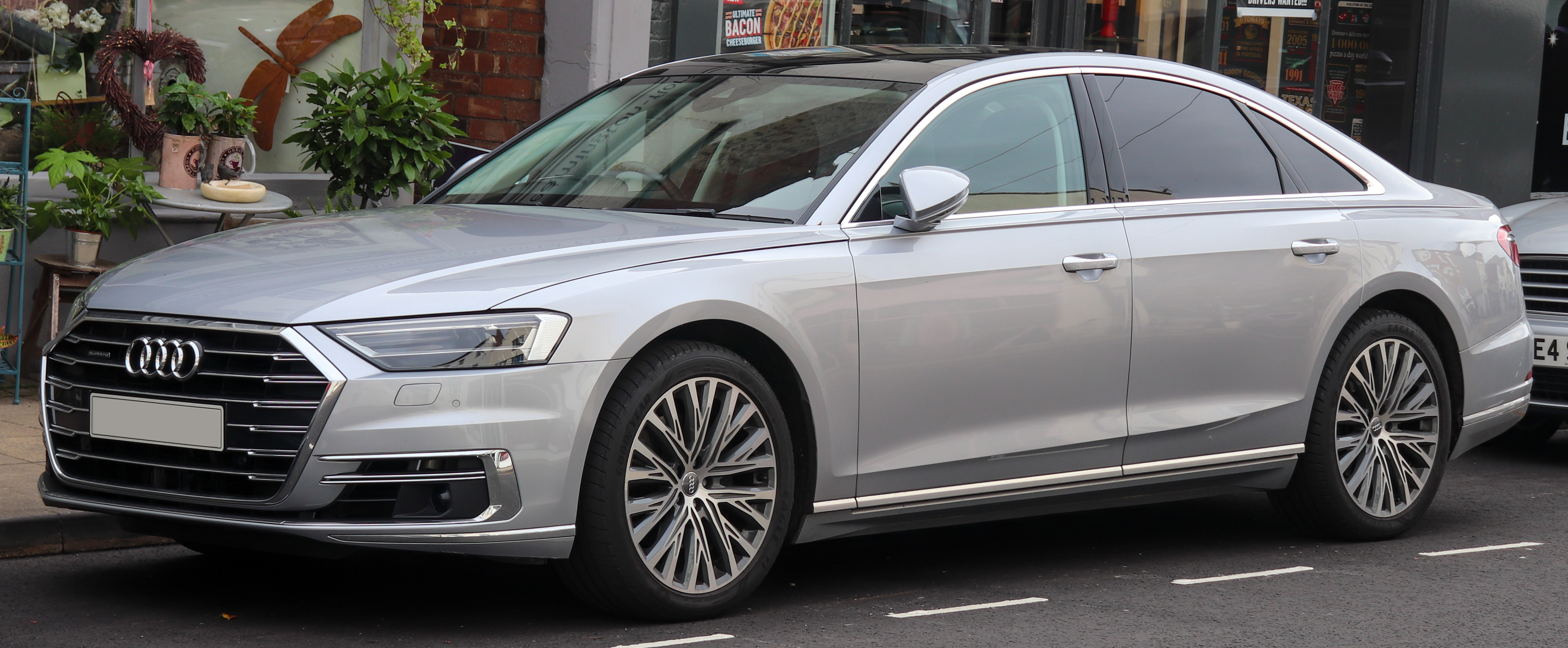
Audi A8
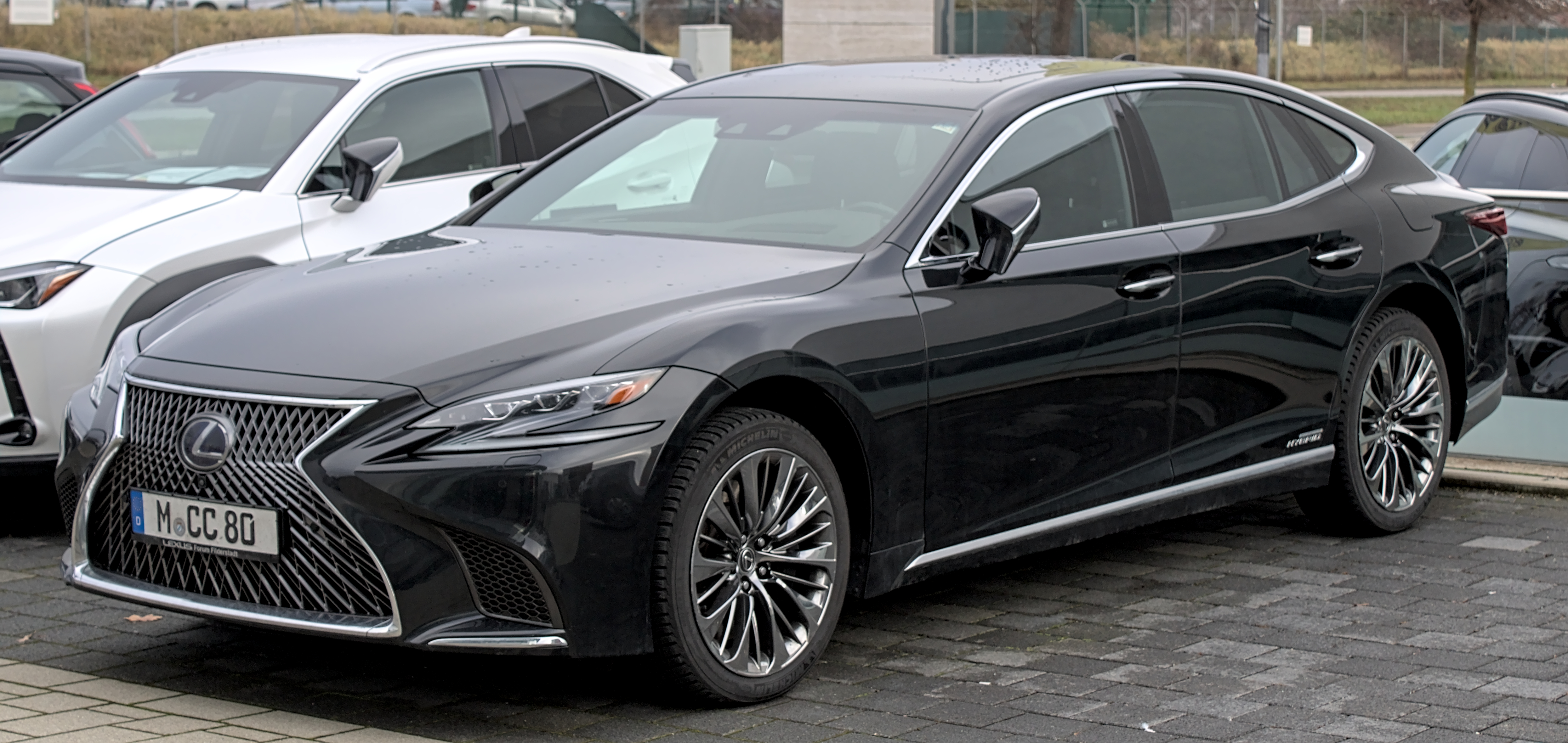
Lexus LS
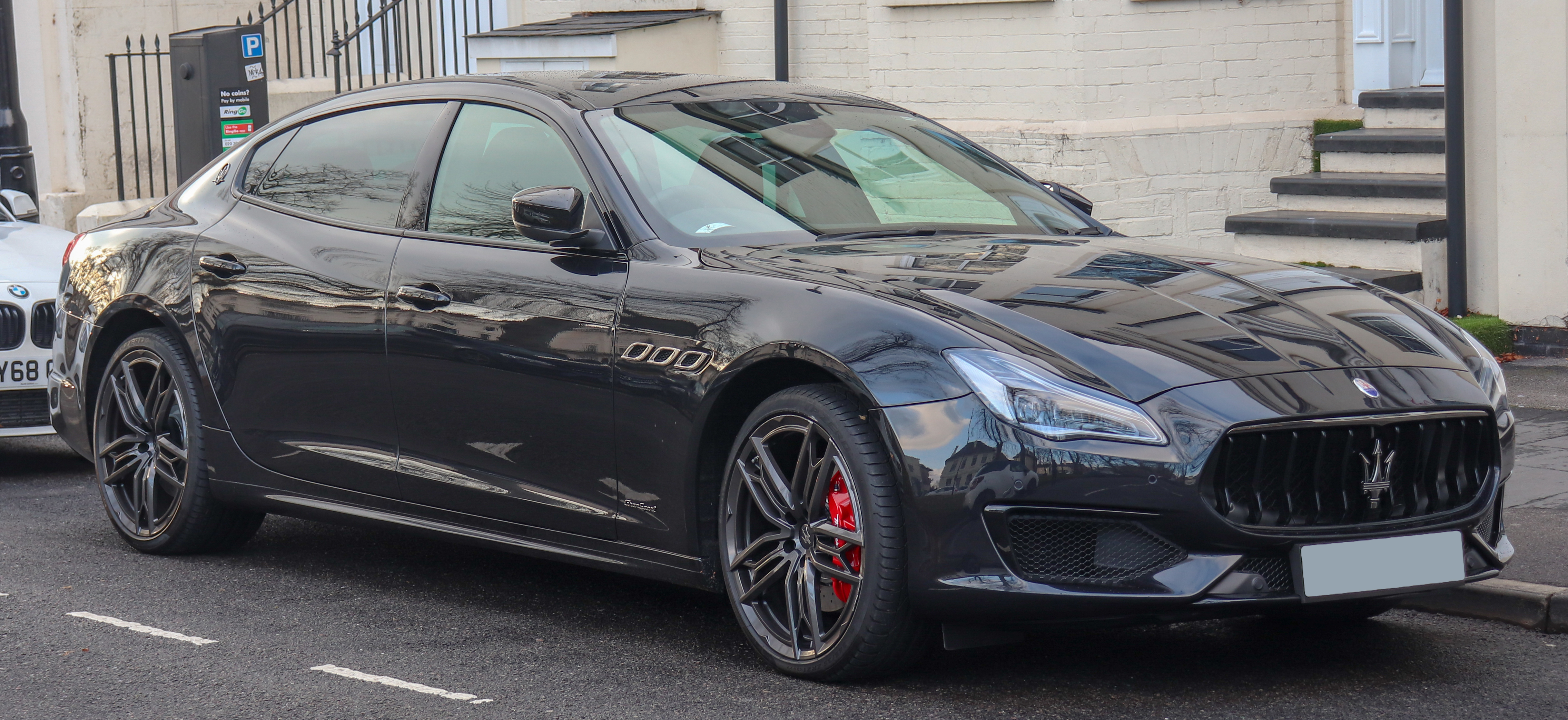
Maserati Quattroporte

### Ultra luxo

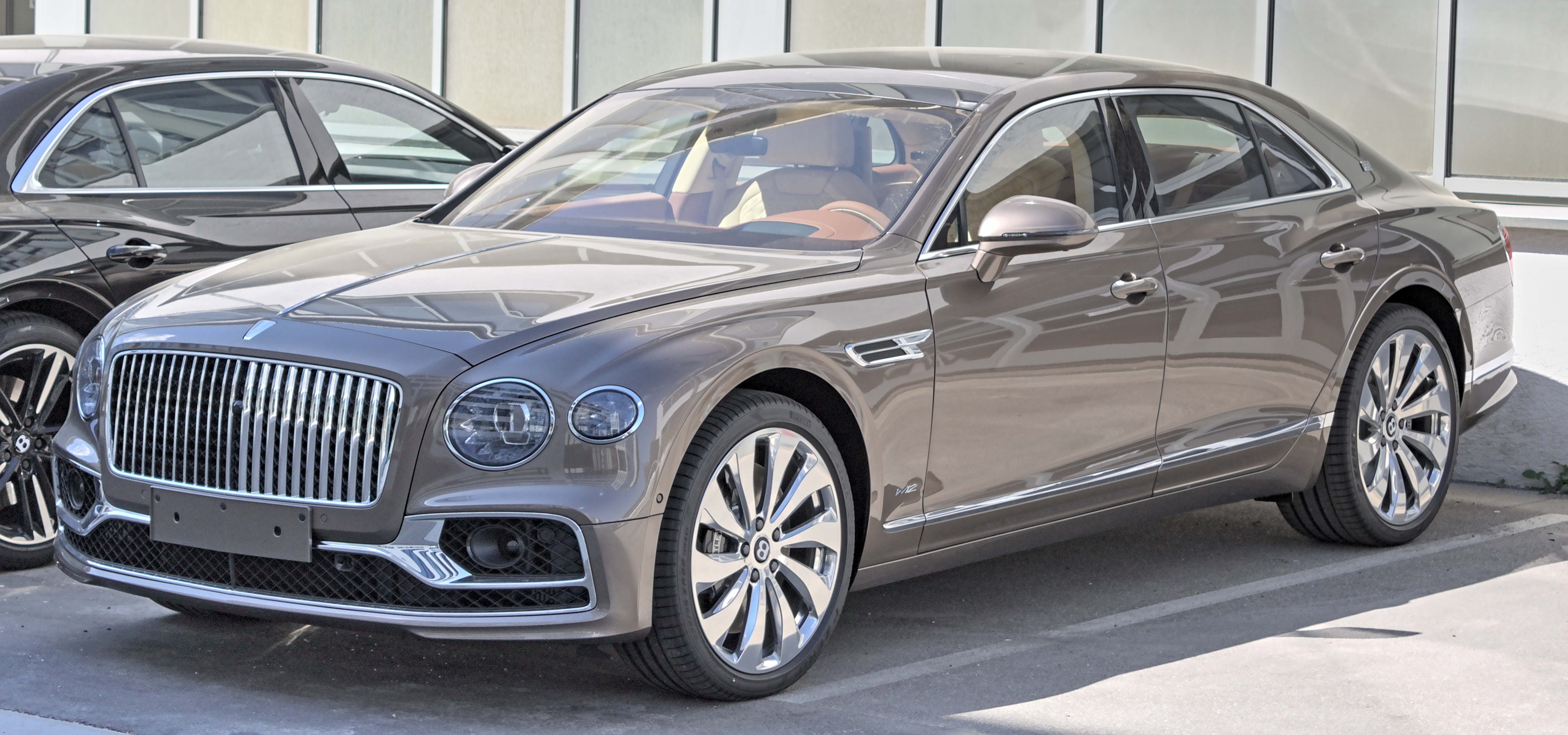
Bentley Continental Flying Spur

## Características
A maioria dos carros do segmento F usa um estilo de carroceria sedã, no entanto, alguns foram produzidos como peruas/carrinhas ou têm uma porta traseira de hatchback.
Variantes de distância entre eixos estendidas desses carros são comuns, já que muitos dos recursos de luxo são colocados para os ocupantes do banco traseiro. Em alguns mercados (dependendo do fabricante), os modelos de distância entre eixos curtos são completamente excluídos e apenas variantes de distância entre eixos longa são vendidas.
Carros de ultra luxo também estão incluídos no segmento F.